# Lodowiec Scotta
Lodowiec Scotta (ang. Scott Glacier) – lodowiec w Górach Transantarktycznych w Antarktydzie Wschodniej.

## Nazwa
Nazwany na cześć badacza Antarktydy Roberta Falcona Scotta (1868–1912), kierownika Brytyjskiej Narodowej Ekspedycji Antarktycznej w latach 1901–1904 oraz wyprawy na biegun południowy – Brytyjskiej Ekspedycji Antarktycznej w latach 1910–1913 . 

## Geografia
Lodowiec Scotta w Górach Transantarktycznych w Antarktydzie Wschodniej. Spływa z Płaskowyżu Polarnego w pobliżu D'Angelo Bluff i Mount Howe ku północy do Lodowca Szelfowego Rossa pokrywającego południowe Morze Rossa . Przepływa między Nilsen Plateau a Watson Escarpment i uchodzi do Lodowca Szelfowego Rossa na zachód od Tapley Mountains . Mierzy około 193 km długości . Jego dwoma głównymi lodowcami dopływowymi są Bartlett Glacier i Albanus Glacier.

## Historia
Lodowiec Scotta został odkryty w grudniu 1929 roku przez geologów pod przewodnictwem Laurence’a McKinley’a Goulda (1896–1995) podczas pierwszej ekspedycji antarktycznej Richarda Byrda (1888–1957) w latach 1929–1930 .